# 甘伯体育城
甘伯体育城是西班牙加泰罗尼亚巴塞罗那足球俱乐部的训练场和足球学院。它于2006年6月1日正式开业，并以俱乐部创始人胡安·甘伯（Joan Gamper）的名字命名。
甘伯体育场位于巴塞罗那圣胡安德斯皮中央西部和北部，自2006年以来用于青年队的训练和比赛，并自2009年1月供巴塞罗那一队训练。俱乐部的许多其他运动队也使用它，包括篮球、手球和五人制足球，他们使用诸如多功能运动馆之类的设施。现在该设施已全面运作，以前使用诺坎普球场设施的所有青年队都在这里训练。2019年，约翰·克鲁伊夫球场在休斯体育馆（Ciutat Esportiva）旁边开业，以取代迷你球场，成为巴塞罗那B队和巴塞罗那足球俱乐部女队的比赛场地。

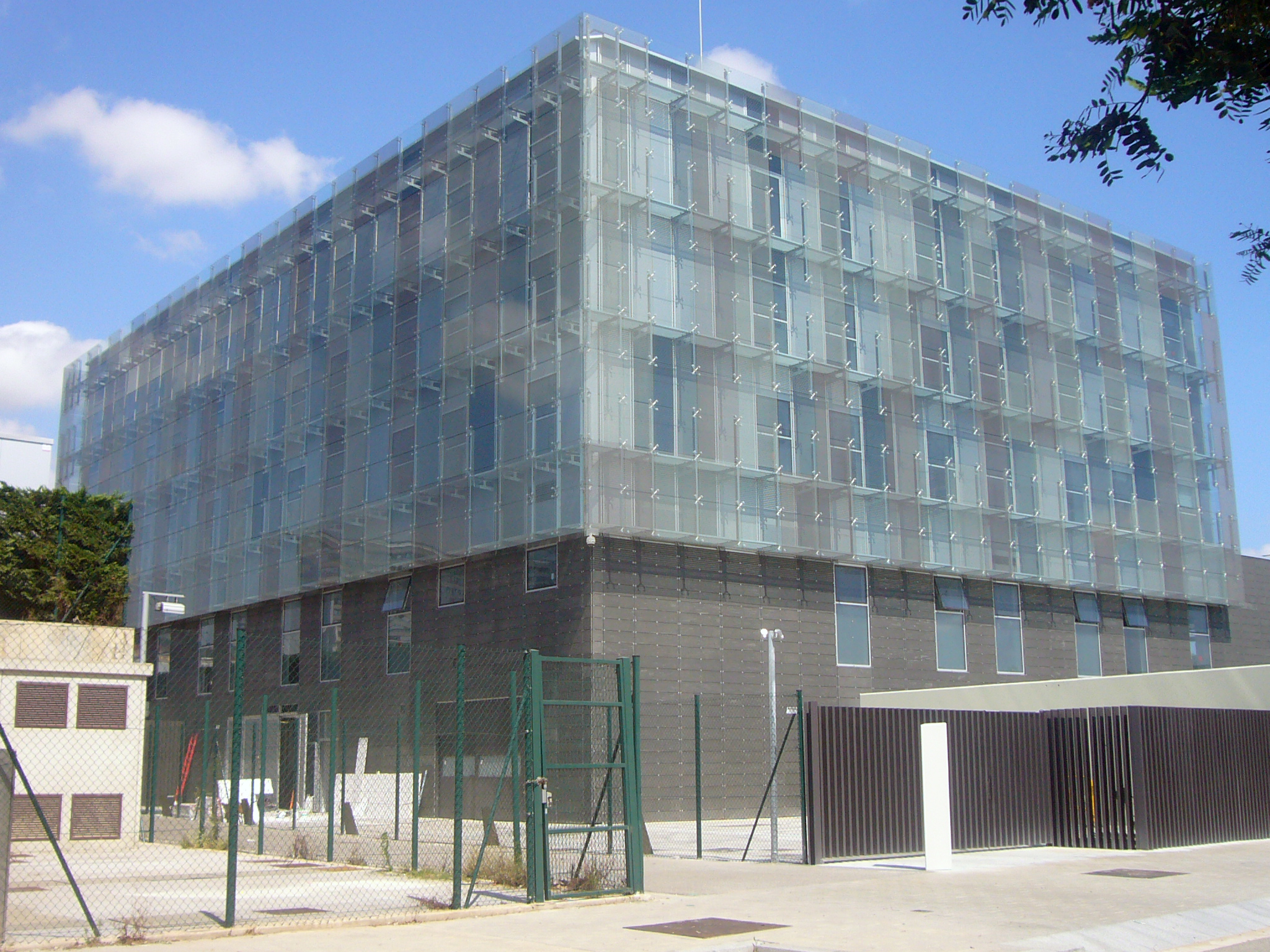
The new Masia, residence opened in 2011 on the site.

巴塞罗那足球俱乐部的第一支球队于2009年1月19日迁至该设施。这结束了30年的历史，第一支球队曾在诺坎普球场旁的小球场（称为La Masia球场）进行训练。一线队的设施与诺坎普球场的设施相同，并且在2009/2010赛季开始时，它包括一个完整的游泳池和供运动员休养的桑拿浴室。
到2011年，体育城开放了一个新住所，里面容纳了巴塞罗那足球俱乐部的青年球员，这些球员此前曾在拉马西亚登记过。这将包括约85名球员的居住空间。Ciutat Esportiva占据的土地于1989年由俱乐部购买，距离诺坎普球场仅4.5公里，并通过巴塞罗那和圣胡安·德斯皮之间的公路直接相连。
甘伯體育城最终耗资6800万欧元，其中2560萬欧元用于造鎮計畫，4250萬欧元為总建筑成本。俱乐部出售了两块土地，第一块土地于2002年6月21日，第二块土地于2003年2月20日出售，价值分别为2970萬欧元和1590万欧元，以支付部分运营成本。其余的钱由俱乐部直接投资，金额为2250万欧元。

## 设施
- 5个天然草地足球场

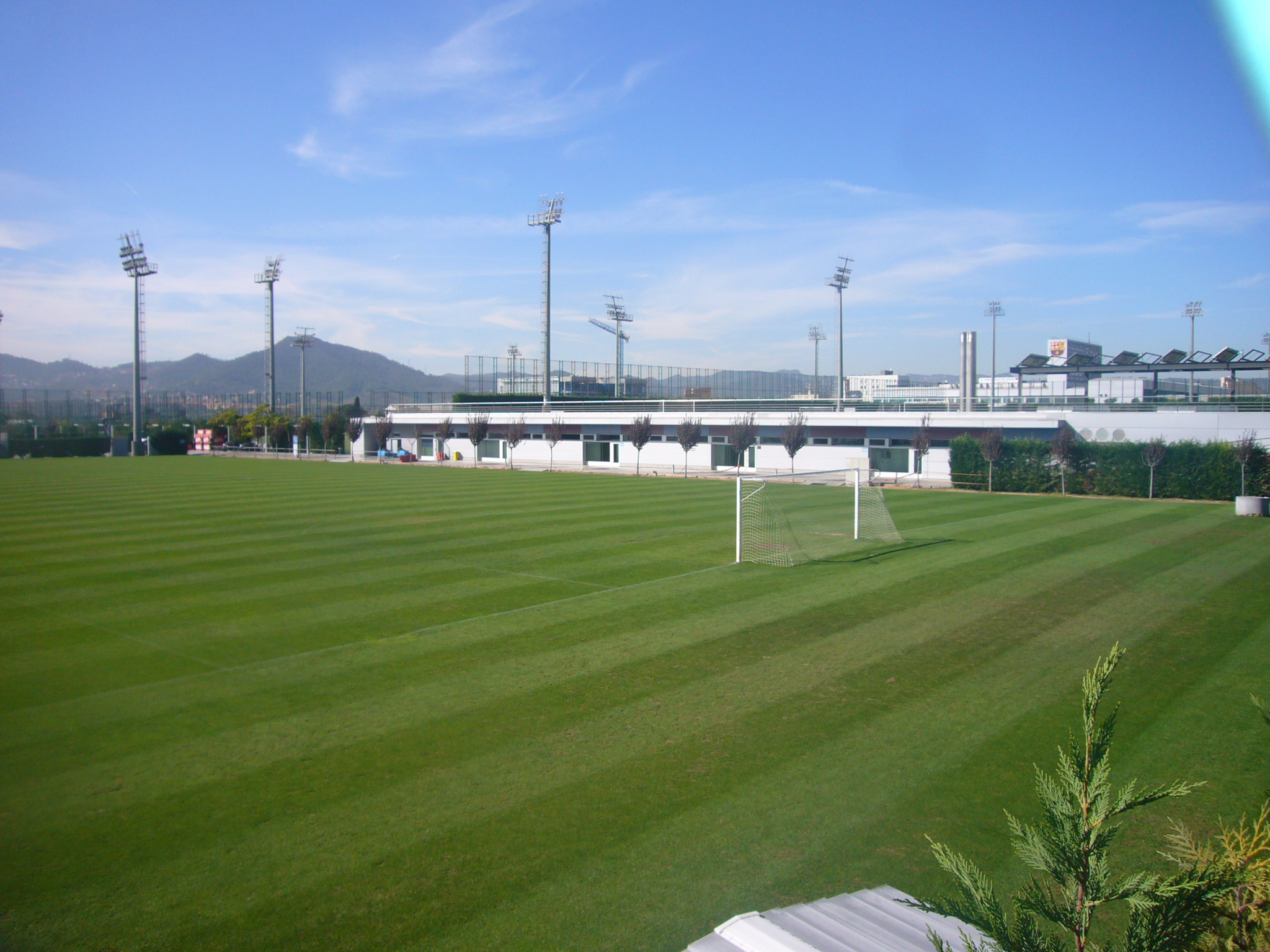
甘伯体育城4号足球场

- 场地7：（105 x 68米），可容纳1,750名观众。
- 节距1：（105 x 68米）可容纳1,400名观众。
- 场地2：（105 x 65米）可容纳400名观众。
- 场地3: （105 x 65 米）
- 场地4：（105 x 65米）

- 4个Fieldturf球场（3个常规尺寸球场和1个迷你足球球场）。

- 场地8：（105 x 65米），可容纳950名观众。
- 场地5：（105 x 65米）
- 场地9：（105 x 65米）
- 场地6：（55 x 38米）

- 3个多功能运动场馆（篮球馆，手球馆和五人制足球馆），可容纳472名观众。
- 按间距1排列的1个看台建筑。
- 1个服务大楼（包括团队餐饮区域）。
- 3个体育馆。
- 2个多功能区域。
- 4个急救区。
- 1间更衣室大楼。
- 守门员和技术方面的不同培训领域。

2011年见证了新的拉玛西亚大楼的建造，以容纳巴塞罗那足球俱乐部的所有青年队，也可以由一线队和国家队用于训练营。
2012年，与巴塞罗那合作了20年的FieldTurf Poligras（FieldTurf的伊比利亚分部）在Ciutat Esportiva Joan Gamper的Ciutat Esportiva Joan Gamper中安装了其最新的FieldTurf Optimum 63解决方案中的4种，其耐用纤维被专利混合物包围硅砂和低温橡胶填充材料。
- 游泳池和桑拿区专为恢复伤势而建。[4]